# Plata-Gletscher
Der Plata-Gletscher ist ein Gletscher im ostantarktischen Viktorialand. In den Victory Mountains fließt er in nördlicher Richtung zwischen der Mirabito Range und den Monteath Hills zum Jütland-Gletscher.
Das New Zealand Antarctic Place-Names Committee benannte den Gletscher auf Vorschlag des neuseeländischen Geologen Robert H. Findlay, der in diesem Gebiet zwischen 1981 und 1982 tätig war, nach der Schlacht am Rio de la Plata während des Zweiten Weltkriegs. Zahlreiche weitere Objekte in der Umgebung sind gleichfalls nach Seeschlachten benannt.